# Ик (Татарстан)
 Ик — деревня в Ютазинском районе Татарстана. Входит в состав Ютазинского сельского поселения.

## География
Находится в юго-восточной части Татарстана на расстоянии приблизительно 11 км на запад по прямой от районного центра поселка Уруссу у речки Ютаза.

## История
Основана в 1920-х годах.

## Население
Постоянных жителей было: в 1926 — 55, в 1938—240, в 1949—142, в 1958—103, в 1970 — 66, в 1979 — 36, в 1989 — 89, в 2002 году 117 (татары 84 %), в 2010 году 115.